# Senegal nos Jogos Olímpicos de Verão da Juventude de 2010
O Senegal participou dos Jogos Olímpicos de Verão da Juventude de 2010 em Singapura. Sua delegação foi formada por seis atletas que competiram em cinco esportes.

## Atletismo
| Evento          | Atleta        | Qualificação | Qualificação | Final     | Final        |
| Evento          | Atleta        | Resultado    | Posição      | Resultado | Posição      |
| --------------- | ------------- | ------------ | ------------ | --------- | ------------ |
| 100 m masculino | Daouda Diagne | 11.23        | 17º (6º q2)  | 11.17     | 1º (Final C) |

## Esgrima
| Atleta    | Evento                      | Qualificação | Qualificação | Oitavas-de-final       | Quartas-de-final   | Semifinais         | Final              | Pos. final |
| Atleta    | Evento                      | Oponente Resultado | Pos.         | Oponente Resultado     | Oponente Resultado | Oponente Resultado | Oponente Resultado | Pos. final |
| --------- | --------------------------- | --- | ------------ | ---------------------- | ------------------ | ------------------ | ------------------ | ---------- |
| Mame Ndao | Florete individual feminino | LIB Rita Abou Jaoude D 3-5 CAN Alanna Goldie D 1-5 RUS Alexeeva D 2-5 USA Mona Shaito D 0-5 EGY Menatalla Daw D 2-5 ITA Camilla Mancini D 1-5 | 12º          | USA Mona Shaito D 1-15 | Não avançou        | Não avançou        | Não avançou        | 13º        |

## Judô
| Evento              | Atleta        | 1ª rodada    | 2ª rodada                     | 2ª rodada repescagem | 3ª rodada repescagem         | Semifinais repescagem    | Final repescagem A | Disputa pelo bronze A | Pos. final |
| ------------------- | ------------- | ------------ | ----------------------------- | -------------------- | ---------------------------- | ------------------------ | ------------------ | --------------------- | ---------- |
| Até 66 kg masculino | Babacar Cissé | Sem oponente | KAZ Kairat Agibayev D 000-100 | Sem oponente         | ARU Brandon Arends V 100-000 | ROU Ioan Visan D 000-100 | Não avançou        | Não avançou           | --         |

| Evento         | Atleta                                             | 1ª rodada    | 2ª rodada              | Semifinais              | Final                  | Pos. final       |
| -------------- | -------------------------------------------------- | ------------ | ---------------------- | ----------------------- | ---------------------- | ---------------- |
| Equipes mistas | Babacar Cissé (como integrante da equipe Belgrado) | Sem oponente | ZZX Equipe Osaka V 4-4 | ZZX Equipe Tóquio V 5-3 | ZZX Equipe Essen D 1-6 | Medalha de prata |

## Natação
| Evento                | Atleta           | Qualificação | Qualificação | Semifinais  | Semifinais  | Final       | Final       |
| Evento                | Atleta           | Resultado    | Posição      | Resultado   | Posição     | Resultado   | Posição     |
| --------------------- | ---------------- | ------------ | ------------ | ----------- | ----------- | ----------- | ----------- |
| 50 m livre masculino  | François Mallack | Não largou   | -- (-- q2)   | Não avançou | Não avançou | Não avançou | Não avançou |
| 100 m livre masculino | François Mallack | 1:01.21      | 49º (3º q1)  | Não avançou | Não avançou | Não avançou | Não avançou |
| 50 m livre feminino   | Zeynab Ba        | 31.85        | 53º (4º q4)  | Não avançou | Não avançou | Não avançou | Não avançou |
| 100 m livre feminino  | Zeynab Ba        | 1:12.66      | 52º (6º q2)  | Não avançou | Não avançou | Não avançou | Não avançou |

## Taekwondo
| Evento             | Atleta            | 1ª rodada    | Quartas-de-final                     | Semifinais  | Final       | Pos. final |
| ------------------ | ----------------- | ------------ | ------------------------------------ | ----------- | ----------- | ---------- |
| Até 55 kg feminino | Ndeye Coumba Diop | Sem oponente | SWE Jennifer Ågren D Desclassificada | Não avançou | Não avançou | 8º         |